# オルローフスキイ・コムソモーレツ (警備艦)
オルローフスキイ・コムソモーレツ(ロシア語:Орловский комсомолецアルローフスキイ・カムサモーリェツ)は、ソ連の警備艦(Сторожевой корабль)である。艦名は「オリョールのコムソモール員」という意味。

## 概要

### 建造
オルローフスキイ・コムソモーレツは、ロシア共和国・ハバロフスクのS・M・キーロフ記念第368造船工場で159-A号計画型警備艦の1番艦として建造された。この艦型は、ディーゼル・ガスタービン混合機関(CODAG)を搭載する1000 t級の対潜艦159号計画型の発展型で、ソ連海軍の中堅艦として大量生産が予定されていた。
1964年12月29日に工場番号36号艦として起工、1966年3月12日付けでPLK-21(ПЛК-21)としてソ連海軍に編入された。「PLK」(ПЛК)とは、「対潜艦」(Противолодочный корабль)の略号である。しかし、同年5月19日には警備艦(Сторожевой корабль)に艦種変えとなり、艦名はSKR-21(СКР-21)に改められた。その後、6月30日には進水、12月31日には竣工、翌1967年1月14日付けで赤旗受賞太平洋艦隊に配備された。

### 現役
1970年12月31日から1971年5月31日にかけてと1974年12月24日から1975年7月1日にかけてウラジオストクのソ連50周年記念「ダリザヴォート」で中期修理を受けた。1979年3月12日付けで艦名はオルローフスキイ・コムソモーレツに改められた。
1988年12月16日から1989年10月1日にかけての間、オルローフスキイ・コムソモーレツは「ダリザヴォート」でオーバーホールを受けた。しかし、オーバーホールは完了せず、1989年10月1日に事実上現役を退いた。
その後、SKR-21はノヴィーク湾でモスボールに入れられた。1991年2月15日には正式に海軍より除籍され、解体・売却のため資金資産局への引渡されることとなった。解体作業は、同年6月1日には完了した。